# Theatre of War (trò chơi điện tử)
Theatre of War là một trò chơi chiến lược thời gian thực tập trung vào các trận đánh then chốt tại Chiến trường châu Âu trong Thế chiến II 1939–1945. Trò chơi cho phép người chơi nắm quyền điều khiển quân đội các bên tham chiến gồm Anh, Pháp, Đức, Ba Lan, Liên Xô hoặc Hoa Kỳ (kết hợp trong chiến dịch thực tế) qua hơn 40 nhiệm vụ trong game. Người chơi sẽ chỉ huy một đội đặc nhiệm gồm đủ loại binh chủng khác nhau, như xe tăng, xe bọc thép chở quân, pháo dã chiến, súng cối, nhiều trung đoàn bộ binh và cũng có cơ hội kêu gọi sự yểm trợ từ pháo binh và không quân. Với sự tập trung chi tiết vào từng đơn vị quân và khung cảnh chiến đấu thực tế, những tướng lĩnh của mỗi phe thường phải đối mặt với các kịch bản chiến đấu đích thực, được làm dựa theo đống hồ sơ và bản đồ thực thời Thế chiến II.
Game do chính hãng 1C Company phát triển và phát hành cho người dùng mua qua Internet vào ngày 19 tháng 4 năm 2007. Nhà sản xuất có làm thêm hai phần tiếp theo là Theatre of War 2 và Theatre of War 3.